# 200-Meilen-Rennen auf dem Salzburgring 1976

Streckenlayout des Salzburgrings

Das 200-Meilen-Rennen auf dem Salzburgring 1976, auch Elan Trophy (Sportwagen-Weltmeisterschaft der FIA), Salzburgring, fand am 19. September auf dem Salzburgring statt und war der 14. und letzte Wertungslauf der Sportwagen-Weltmeisterschaft dieses Jahres.

## Das Rennen
Mit dem Rennen auf dem Salzburgring endete die Sportwagen-Weltmeisterschaft 1976. Die Veranstaltung wurde mit Sportwagen ausgefahren und war der zweite Wertungslauf des Jahres in Österreich. Die Gruppe 5 fuhr ihr Rennen im Frühjahr, das mit dem Gesamtsieg von Dieter Quester und Gunnar Nilsson im Schnitzer-BMW 3.5 CSL endete. Am Salzburgring, wo erstmals ein Rennen der Weltmeisterschaft ausgetragen wurde, siegte Jochen Mass im Werks-Porsche 936.

## Ergebnisse

### Schlussklassement
| 1                  | S 3.0 | 3  | Martini Racing               | Jochen Mass                               | Porsche 936          | 70 |
| 2                  | S 3.0 | 6  | Joest Racing Team            | Reinhold Joest                            | Porsche 908/3 Turbo  | 68 |
| 3                  | S 2.0 |    |                              | Dieter Quester                            | Osella PA4           | 65 |
| 4                  | S 3.0 | 7  | Joest Racing                 | Jürgen Barth                              | Porsche 908/3        | 65 |
| 5                  | S 2.0 | 15 | Peter Sauber                 | Eugen Strähl                              | Sauber C5            | 65 |
| 6                  | S 2.0 | 17 | Jolly Club                   | Giorgio Pianta                            | Abarth-Osella SE027  | 63 |
| 7                  | S 2.0 | 12 | Robin Smith                  | Robin Smith                               | Chevron B26          | 63 |
| 8                  | S 2.0 | 16 | Jolly Club                   | Pino Pica                                 | Abarth-Osella SE027  | 63 |
| 9                  | S 2.0 | 4  | Danilo Tesini                | Danilo Tesini                             | Osella PA4           | 62 |
| 10                 | S 3.0 |    | Marco Capoferri              | Mario Casoni Marco Capoferri              | Lola T380            | 61 |
| 11                 | S 2.0 | 23 | Sports Car Team of Austria   | Günther Egermann                          | KMW SP30             | 61 |
| 12                 | S 3.0 | 25 | Deutsch Brothers Racing      | Hans-Peter Plöderl                        | Deutsch Special      | 61 |
| Ausgefallen        |       |    |                              |                                           |                      |    |
| 13                 | S 2.0 | 5  | Roby Filannino               | Roby Filannino                            | Osella PA4           | 63 |
| 14                 | S 2.0 | 21 | Formel Rennsport Club Zurich | Peter Bernhard                            | Cheetah G501         | 61 |
| 15                 | S 3.0 | 1  | Autodelta SpA                | Vittorio Brambilla Arturo Merzario        | Alfa Romeo T33/SC/12 | 16 |
| 16                 | S 2.0 |    | Danilo Tesini                | Lella Lombardi                            | Osella PA4           | 10 |
| 17                 | S 3.0 |    | John Blanckley               | Manrico Zanuso                            | Chevron B31          |    |
| 18                 | S 2.0 | 22 | Racing Organisation Course   | Laurent Ferrier                           | Chevron B36          |    |
| 19                 | S 3.0 | 24 | Sports Car Team of Austria   | Henning Hagenbauer                        | KMW SP30             |    |
| 20                 | S 3.0 | 33 | Heinz Schulthess             | François Migault Heinz Schulthess         | Lola T284            |    |
| Nicht gestartet    |       |    |                              |                                           |                      |    |
| 21                 | S 2.0 | 14 | URD                          | Erich Küstner Georges Schäfer             | URD 774              | 1  |
| Nicht qualifiziert |       |    |                              |                                           |                      |    |
| 22                 | S 3.0 | 11 | URD                          | Hubert Schmidt Anton Fischhaber           | URD 676              | 2  |
| 23                 | S 3.0 | 32 | Team Warsteiner R.T.S.       | Philipp Gantner Klaus Walz Luciano Arnold | TOJ SC204            | 3  |

1 nicht gestartet
2 nicht qualifiziert
3 nicht qualifiziert

### Nur in der Meldeliste
Hier finden sich Teams, Fahrer und Fahrzeuge, die ursprünglich für das Rennen gemeldet waren, aber nicht daran teilnahmen.
| Pos. | Klasse | Nr. | Team                 | Fahrer                              | Chassis              |
| ---- | ------ | --- | -------------------- | ----------------------------------- | -------------------- |
| 24   | S 3.0  | 2   | Autodelta SpA        | Arturo Merzario Vittorio Brambilla  | Alfa Romeo T33/SC/12 |
| 25   | S 3.0  | 8   | Egon Evertz          | Egon Evertz Leo Kinnunen            | Porsche 908/3        |
| 26   | Gr. 5  | 9   | Egon Evertz          | Egon Evertz                         | Porsche 934/5        |
| 27   | S 3.0  | 10  | Egon Evertz          | Dieter Quester                      | Porsche 908/3        |
| 28   | S 2.0  | 18  | Stanislao Sterzel    | Stanislao Sterzel                   | March 75S            |
| 29   | S 2.0  | 19  | Sepp Greger          | Manfred Anspann                     | Behnke Condor Mk.III |
| 30   | S 3.0  | 20  | Boeri Racing         | Kurt Hild                           | TOJ SC301            |
| 31   | S 2.0  | 26  | Rischer BMW          | Alois Müller                        | Cheetah G601         |
| 32   | S 3.0  | 27  | Bosch Vienna         | Ernst Hamberger Franz Poppenreither | KMW BSR              |
| 33   | Gr. 5  | 28  | Karl Oppitzhauser    | Karl Oppitzhauser                   | BMW 3.0 CSL          |
| 34   | S 2.0  | 29  | Racing Motor Service | Otto Stuppacher Arthur Blank        | Lola T292            |
| 35   | S 2.0  | 30  | Ermanno Pettiti      | Roby Filannino Ermanno Pettiti      | Osella PA4           |
| 36   | S 2.0  | 31  | Heinz Schulthess     | Heinz Schulthess                    | TOJ SC204            |

### Klassensieger
| Klasse | Fahrer         | Fahrzeug    | Platzierung im Gesamtklassement |
| ------ | -------------- | ----------- | ------------------------------- |
| S 3.0  | Jochen Mass    | Porsche 936 | Gesamtsieg                      |
| S 2.0  | Dieter Quester | Osella PA4  | Rang 3                          |

### Renndaten
- Gemeldet: 36
- Gestartet: 20
- Gewertet: 12
- Rennklassen: 2
- Zuschauer: 5000
- Wetter am Renntag: mild und trocken, Regen am Rennende
- Streckenlänge: 4,241 km
- Fahrzeit des Siegerteams: 	1:28:25,240 Stunden
- Gesamtrunden des Siegerteams: 70
- Gesamtdistanz des Siegerteams: 296,870 km
- Siegerschnitt: 201,448 km/h
- Pole Position: Vittorio Brambilla – 	Alfa Romeo T33/SC/12 (#1) – 1:22,890 = 184,101 km/h
- Schnellste Rennrunde: Vittorio Brambilla – Alfa Romeo T33/SC/12 (#1) – 1:13,230 = 208,488 km/h
- Rennserie: 14. Lauf zur Sportwagen-Weltmeisterschaft 1976